# Gustavo Benavente
Gustavo Adolfo Alberto Benavente Vergara (Santiago, 13 de agosto de 1966) es un abogado y político chileno militante de la Unión Demócrata Independiente (UDI). Desde marzo de 2022 se desempeña como diputado por el distrito N°18 de la Región del Maule.

## Biografía
Hijo de Gustavo Benavente Zañartu y de Leonor Vergara Silva. Está casado con María Magdalena Ruiz-Tagle Silva y es padre de cinco hijos.
Estudió en el Colegio del Verbo Divino y luego la carrera de Derecho en la Universidad Gabriela Mistral, donde se licenció en Ciencias Jurídicas y Sociales. Se tituló de abogado en 1994.
En el ejercicio de su profesión, se desempeñó como abogado jefe en la Fundación Duoc, y luego como fiscal de la Empresa de Ferrocarril del Pacífico S.A. (FEPASA). A inicios del 2001, se incorporó al Estudio Jurídico Tagle, Cifuentes y Cia Abogados, llegando a ser uno de sus principales socios.
Para las elecciones parlamentarias de 2021 postuló como candidato a diputado por el distrito N°18, que abarca las comunas de Cauquenes, Chanco, Colbún, Linares, Longaví, Parral, Pelluhue, Retiro, San Javier, Villa Alegre y Yerbas Buenas. Fue elegido con 8.099 votos correspondientes a un 6,88% del total de sufragios válidamente emitidos, dejando sin escaño a su compañero de lista y diputado en ejercicio, Rolando Rentería, quien pidió impugnar la elección. Asumió el cargo el 11 de marzo de 2022.

## Historial electoral

### Elecciones parlamentarias de 2021
- Elecciones parlamentarias de 2021, candidato a diputado por el distrito 18 (Cauquenes, Chanco, Colbún, Linares, Longaví, Parral, Pelluhue, Retiro, San Javier, Villa Alegre y Yerbas Buenas).[2]

| Candidato                  | Pacto                          | Partido  | Votos  | %     | Resultado |
| -------------------------- | ------------------------------ | -------- | ------ | ----- | --------- |
| Jaime Naranjo Ortiz        | Nuevo Pacto Social             | PS       | 14 996 | 12.74 | Diputado  |
| Paula Labra Besserer       | Chile Podemos Más              | IND-RN   | 13 037 | 11.07 | Diputada  |
| John Sancho Bichet         | Chile Podemos Más              | RN       | 9979   | 8.48  |           |
| Consuelo Veloso Ávila      | Apruebo Dignidad               | RD       | 8909   | 7.57  | Diputada  |
| Jonathan Norambuena Barros | Nuevo Pacto Social             | IND-PDC  | 8898   | 7.56  |           |
| Gustavo Benavente Vergara  | Chile Podemos Más              | UDI      | 8099   | 6.88  | Diputado  |
| Rolando Rentería Möller    | Chile Podemos Más              | UDI      | 7985   | 6.78  |           |
| Jorge Rojas Carvajal       | Partido de la Gente            | PDG      | 5410   | 4.59  |           |
| Paula Nuche Garrido        | Independiente (Fuera de Pacto) | Ind.     | 4 855  | 4.12  |           |
| Rosa Catrileo Araneda      | Frente Social Cristiano        | PRCh     | 4 748  | 4.03  |           |
| Priscila González Carrillo | Apruebo Dignidad               | Ind-PCCh | 4 675  | 3.96  |           |
| Claudia Aravena Lagos      | Nuevo Pacto Social             | PDC      | 2636   | 2.24  |           |